# George Hamilton-Gordon
George Hamilton-Gordon, 4. hrabě z Aberdeenu, (28. leden 1784 – 14. prosinec 1860) byl britský státník pocházející ze Skotska, člen strany Toryů, který v letech 1852 až 1855 vykonával funkci premiéra.

## Životopis
Narodil se 28. ledna 1784 jako nejstarší syn Geroge Gordona, lorda Haddo, a jeho manželky Charlotte. Po smrti jeho rodičů (otec 1791, matka 1795) byl svěřen do péče Henryho Dundase. Studoval na škole v Harrow a poté na St John's College v Cambridgi.
Po smrti svého dědečka roku 1801 zdědil titul hraběte z Aberdeenu a procestoval celou Evropu. Po návratu do země roku 1805 se oženil s Catherine Elizabeth a v prosinci se stal zástupcem Skotska ve Sněmovně lordů.
Roku 1812 byl jmenován mimořádným velvyslancem ve Vídni, kde v říjnu 1813 podepsal mírovou dohodu mezi Británií a Rakouskem. Byl jedním ze zástupců Británie na kongresu v Chatillonu v únoru 1814 a na jednáních, která vedla k uzavření pařížské mírové smlouvy v květnu téhož roku. Po návratu do země byl jmenován vikomtem a členem tajné rady. V následujících třinácti letech zastával méně významné politické funkce.
V červnu 1828 se stal ministrem zahraničí ve Wellesleyho vládě, ale spolu s ním z důvodu nesouhlasu s reformou volebních obvodů odstoupil. Ve vládě Roberta Peela vykonával funkci ministra války a kolonií a později i ministra zahraničí. V té době přispěl k urovnání sporů se Spojenými státy americkými týkajícími se vytyčení hranic na severovýchodě a v Oregonu a pracoval na zlepšení vztahů s Francií. Spolu s Peelem rezignoval po prosazení zrušení cla na obilí. Po Peelově smrti se stal vůdčí postavou jeho následovatelů (označovaných jako peelité).
V prosinci 1852 se stal předsedou koaliční vlády vytvořené spojenectvím Whigů a stoupenců bývalého premiéra Roberta Peela. I když byly názory na volný obchod a vnitrostátní reformy stejné, postoje k zahraničí byly v rámci vlády odlišné. Na nátlak některých ministrů zapojil zemi do Krymské války na straně Osmanské říše. Tato válka ale skončila pro Británii neúspěchem. Poté, co byly zveřejněny podrobnosti o chybách ve vedení tohoto válečného konfliktu, John Russell rezignoval. V lednu 1855 byla vytvořena komise pro vyšetření postupu ve válce, což Gordon pochopil jako vyjádření nedůvěry a rezignoval také.
Gordon zemřel 14. prosince 1860 v Londýně a byl pohřben v rodinné hrobce u Stanmore.